# كيث ديفيز
كيث ديفيز (بالإنجليزية: Keith Davies)‏ (19 فبراير 1934 المملكة المتحدة - ) هو لاعب كرة قدم بريطاني.